# 金东炫 (雪车运动员)
金东炫（韩语： Gim Donghyeon，1987年11月12日—）生于汉城，是一名韩国男子雪车运动员。金东炫童年时双耳听觉出现障碍，小学开始便需佩戴助听器，直到大约20岁时装上人工耳蜗后才恢复听觉。他2006年进入延世大學体育学部就读，2008年观看雪车比赛后开始练习雪车，并在2009年完成了自己的世界杯分站赛首秀。